# Nakamura Kenkichi

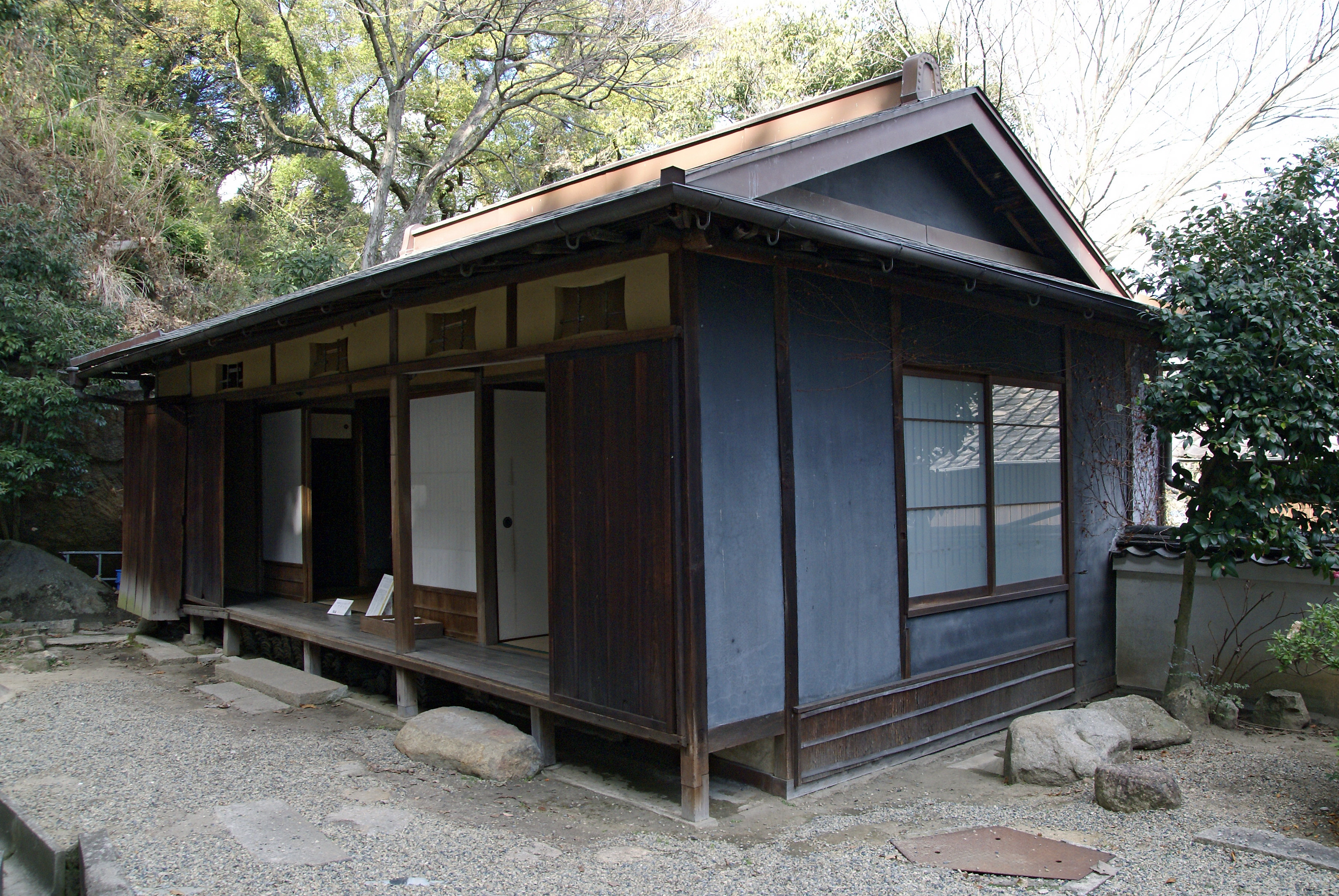
Früherer Wohnsitz Kenkichi Nakamuras in Onomichi

Nakamura Kenkichi (japanisch 中村 憲吉; * 25. Januar 1889 in Miyoshi, Präfektur Hiroshima; † 5. Mai 1934) war ein japanischer Tanka-Dichter.

## Leben und Wirken
Nakamura Kenkichi machte seinen Studienabschluss an der Universität Tokio im Fach Wirtschaftswissenschaften. Dann wurde er Schüler von Itō Sachio, mit dem er das Tanka-Journal Araragi gründete. Er veröffentlichte mehrere Gedichtbände, darunter Rinsen shū (林泉集) 1916, Keira shū (軽雷集) 1931 und Keira shū igo (軽雷集以後) 1934.
Nach Nakamuras Tod gab der Iwanami-Verlag von 1937 bis 1938 sein Gesamtwerk „Nakamura Kenkichi zenshū“ (中村憲吉全集) in vier Bänden heraus.
In einem seiner früheren Wohnsitze in der Stadt Onomichi befindet sich heute das Onomichi Literaturmuseum (おのみち文学の館, Onomichi bungaku no kan). Das Haus diente auch Shiga Naoya als Wohnsitz, weshalb hier besonders dieser beiden Schriftsteller gedacht wird.